# Elron

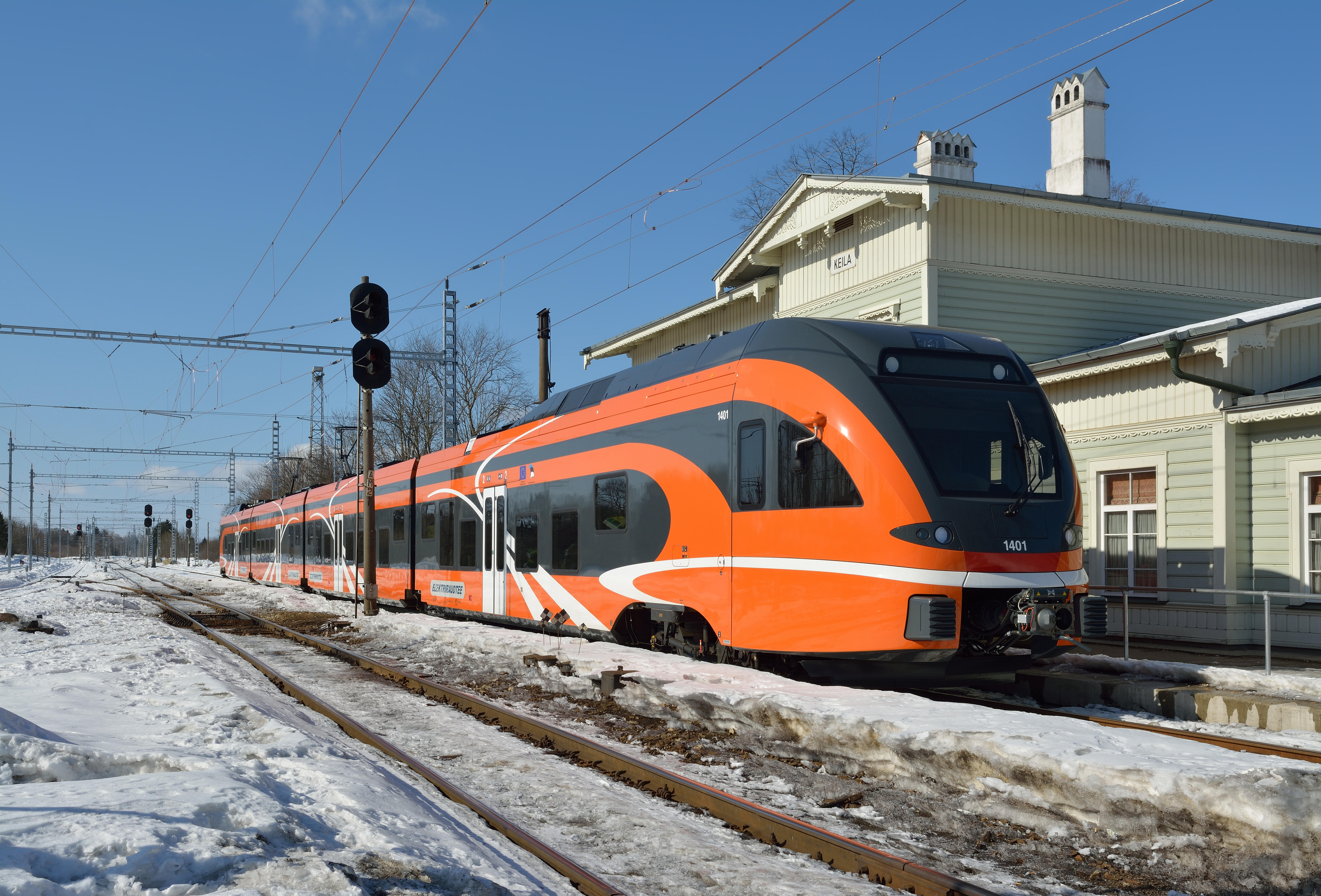
Stadler FLIRT-tåg på järnvägsstationen i Keila.

Elron, officiellt AS Eesti Liinirongid, 1998–2013 under namnet Elektriraudtee, är Estlands statliga bolag för passagerartrafik på landets järnvägar. Bolaget knoppades av från det nationella järnvägsbolaget Eesti Raudtee 1998, då man tog över driften av Tallinns elektrifierade pendeltågslinjer. Elron är sedan 1 januari 2014 den enda operatören på landets inrikeslinjer, då man detta år tog över driften av de kvarvarande icke-elektrifierade fjärrtågen från Edelaraudtee, som idag endast kör godstrafik. Bolaget har ensamrätt på passagerartrafiken inrikes fram till 2023.[Uppdatering behövs]
Trafiken sker idag endast med tåg av typen Stadler FLIRT, som finns i två olika varianter: en eldriven för de elektrifierade pendeltågslinjerna i Tallinns storstadsområde och en dieseldriven med första och andra klass för den nationella fjärrtågstrafiken. Det viktigaste navet i passagerartrafiken är Tallinns centralstation, Balti jaam.
Elron meddelade i oktober 2020 att Škoda Transportation vann upphandlingen av sex nya elektriska tåg.

## Linjenät
Elron drev i slutet av 2010-talet följande linjer:
- Tallinn – Tartu
- Tallinn – Paldiski
- Tallinn – Riisipere
- Tallinn – Kloogaranna
- Tallinn – Narva
- Tallinn – Viljandi
- Tartu – Valga
- Tartu – Koidula/Piusa

Linjen Tallinn – Pärnu lades ned 1 januari 2019 på grund av att järnvägen mellan Lelle och Pärnu var i för dåligt skick. Tågtrafiken till Pärnu planeras att återupptas i samband med att Rail Baltica tas i drift.